# 1928年のル・マン24時間レース

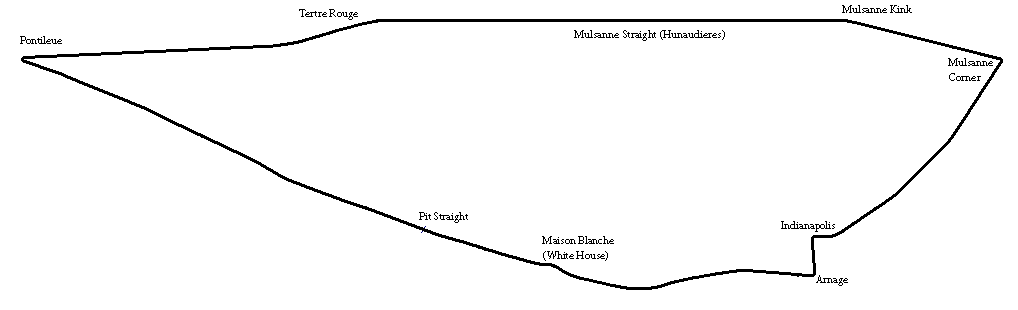
1928年のコース

1928年のル・マン24時間レース（24 Heures du Mans 1928 ）は、6回目のル・マン24時間レースであり、1928年6月12日から6月13日にかけてフランスのサルト・サーキットで行われた。

## 概要
出走したのは33台と、前年程少なくはなかったが、多くなかった。外国車の参加は増え、アストンマーティンの初参加もこの年である。
これ以後フランス車の出場は減り続け、イギリス車の出場が増えた。またイタリア車の参加も増え、これらのことにより国際レースとして認知されて行くようになる。
レースはフランスのシュトゥッツ（Stutz ）とイギリスのベントレーが凄まじいトップ争いをし、次々とコースレコードが書き換えられた。完走は17台。
ウルフ・バーナート（Woolf Barnato ）/バーナード・ルービン（Bernard Rubin ）組のベントレー・4½リットル4号車が24時間で2669.272kmを111.219km/hで走って優勝した。